# Citroën 23

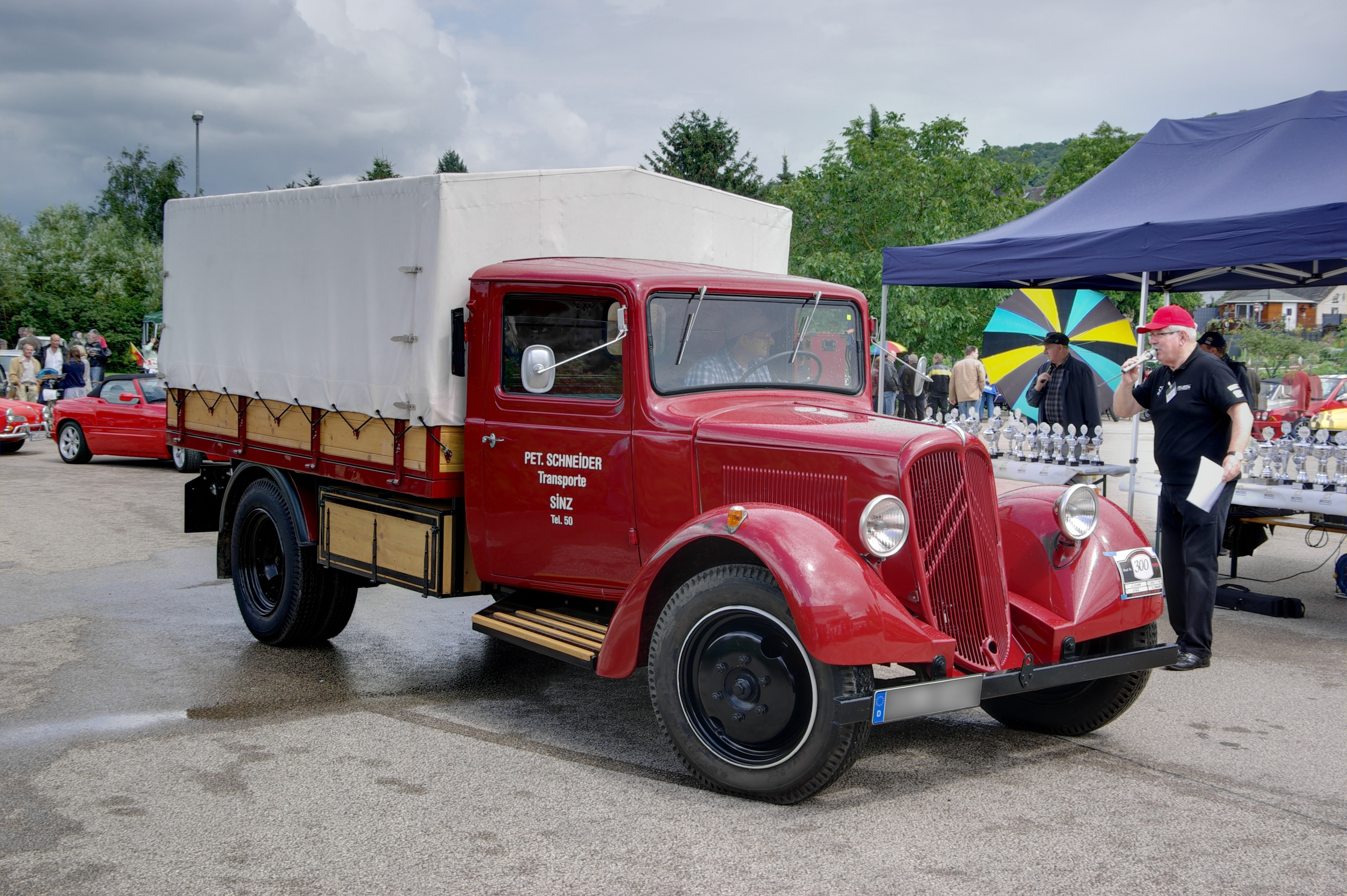
Citroën 23

Citroën 23 je univerzální nákladní automobil, který vyráběla francouzská automobilka Citroën v letech 1935 až 1969. Za 34 let produkce bylo vyrobeno 121 902 kusů. V roce 1956 prošel model faceliftem. V roce 1956 se vyráběl ve třech variantách nosnosti: 3,5 t, 4,5 t (C23-45) a 5 tun (C23-50).

## Popis
Navazuje na svého předchůdce, nákladní verzi modelu C4. Přední část karoserie byla převzata z modelu Rosalie. V roce 1956 se změnil design kabiny, byla převzata z modelu T55. Motorizace byla převzata z modelu Traction Avant. V roce 1936 přibyla naftová motorizace s přeplňováním vysokou turbulencí a nepřímým vstřikováním o výkonu 40 koňských sil. Firma Herwaythorn Sinpar předělávala automobily pro použití v terénu, úpravou výšky karosérie a přidáním pohonu 4×4. Sériový model měl pohon zadní nápravy s jednoduchým diferenciálem.

## Druhá světová válka
Během války byla Francie okupována německými vojsky. André Citroën odmítl spolupráci s okupanty. Závody na výrobu osobních automobilů byly uzavřeny a závody pro výrobu nákladních automobilů přešly násilím pod německou správu. Během války bylo vyprodukováno přibližně 12 000 kusů modelu 23 pro německý Wehrmacht, a to za méně než 10 měsíců.

## Motorizace
Zážehový
- 1,9 (1 911 cc) 42k

Vznětový 
- 1,8 Di (1 767 cc) 40k při 3 650 ot./min
- 4,0 D (3 153 cc) 52k při 2 400 ot./min (od 1958)

Motor Di je naftový motor s nepřímým vstřikováním a turbulentním plněním.